# Andrei Wladlenowitsch Iwanow
Andrei Wladlenowitsch Iwanow (russisch Андрей Владленович Иванов, wiss. Transliteration Andrej Vladlenovič Ivanov; * 12. April 1973 in Krasnojarsk) ist ein ehemaliger russischer Freestyle-Skier. Er startete in den Buckelpisten-Disziplinen Moguls und Dual Moguls.

## Werdegang
Iwanow, der für den Spartak St. Petersburg startete, trat international erstmals bei den Internationalen Jugendmeisterschaften 1990 am Pyhätunturi in Erscheinung, wobei er den 15. Platz im Moguls errang und startete im November 1990 in La Plagne erstmals im Weltcup. Dort kam er auf den 51. Platz im Moguls. In den folgenden Jahren belegte er bei den Olympischen Winterspielen 1992 in Albertville den 21. Platz und bei den Weltmeisterschaften 1993 in Altenmarkt-Zauchensee den zehnten Rang. In der Saison 1995/96 kam er im Weltcup achtmal unter den ersten Zehn und erreichte damit seine ersten Top-Zehn-Platzierungen in dieser Wettbewerbsserie. Er belegte damit abschließend den 13. Platz im Moguls-Weltcup und den siebten Platz im Dual-Moguls-Weltcup. Zu Beginn der Saison 1996/97 errang er in Tignes mit dem zweiten Platz seine erste und einzige Podestplatzierung im Weltcup. Im weiteren Saisonverlauf kam er siebenmal unter den ersten Zehn und erreichte den 18. Platz im Gesamtweltcup, den achten Rang im Dual-Moguls-Weltcup und den sechsten Platz im Moguls-Weltcup. Beim Saisonhöhepunkt, den Weltmeisterschaften 1997 im Iizuna Kōgen Sukī-jō, sprang er auf den 31. Platz im Moguls. In der Saison 1997/98 startete er in Blackcomb letztmals im Weltcup, wobei er den 15. Platz im Moguls errang und belegte bei den Olympischen Winterspielen 1998 in Nagano den 27. Platz im Moguls-Wettbewerb.

## Erfolge

### Olympische Spiele
- 1992 Albertville: 21. Platz Moguls
- 1998 Nagano: 27. Platz Moguls

### Weltmeisterschaften
- 1993 Altenmarkt: 10. Platz Moguls
- 1997 Iizuna Kōgen: 31. Platz Moguls

## Weltcup-Gesamtplatzierungen
Iwanow nahm an 40 Weltcups teil und erreichte 17 Top-Zehn-Platzierungen und eine Podestplatzierung.
| Saison  | Gesamt | Gesamt | Moguls | Moguls | Dual Moguls | Dual Moguls |
| Saison  | Punkte | Platz  | Punkte | Platz  | Punkte      | Platz       |
| ------- | ------ | ------ | ------ | ------ | ----------- | ----------- |
| 1990/91 | 2      | 104.   | 17     | 41.    | -           | -           |
| 1991/92 | 1      | 118.   | 7      | 49.    | -           | -           |
| 1995/96 | 60     | 36.    | 484    | 13.    | 116         | 7.          |
| 1996/97 | 74     | 18.    | 372    | 6.     | 272         | 8.          |
| 1997/98 | 27     | 69.    | 136    | 30.    | 40          | 26.         |